# Kevin Mbabu
Kevin Mbabu, né le 19 avril 1995 à Chêne-Bougeries en Suisse, est un footballeur international suisse qui joue au poste d'arrière droit au FC Midtjylland.

## Biographie

### En club

#### Servette FC (2012-2013)
Né à Chêne-Bougeries en Suisse, Kevin Mbabu est formé par le Servette FC. C'est avec ce club qu'il joue son premier match en professionnel, le 26 septembre 2012, lors d'un match de Super League contre le FC Lausanne-Sport. Il entre en jeu à la place de Alexandre Pasche et son équipe s'incline par un but à zéro.

#### Newcastle United (2013-2017)
Le 31 janvier 2013, Kevin Mbabu s'engage en faveur de Newcastle United.

##### Prêt au Rangers FC (2015)
Il est prêté pendant quelques mois en 2015 au Rangers FC où il jouera malheureusement aucun match.

#### BSC Young Boys (2016-2019)
Il est prêté ensuite au BSC Young Boys pendant une saison.
Il marque le premier but de sa carrière avec les Young Boys, le 26 octobre 2016, lors d'une rencontre de coupe de Suisse face au Grasshopper Club Zurich. Il entre en jeu à la place de Yoric Ravet et participe ainsi à la victoire de son équipe par cinq buts à zéro.
Il participe à la Ligue des champions et à la Ligue Europa avec le club du BSC Young Boys.
Il est conservé en fin de saison 2016-2017 chez les Young Boys.

#### VfL Wolfsburg (2019-2022)
Le 25 avril 2019, il s'engage en faveur du VfL Wolfsburg à partir de juillet 2019.

#### Fulham (2022-2024)
Le 27 juillet 2022, il signe pour les trois prochaines saisons avec Fulham FC, plus une année supplémentaire assortie au contrat. Le montant du transfert est de 7,6 millions d'euros.
Le club annonce le 13 février 2023 son départ en prêt pour le reste de la saison.
Il quitte le club en août 2024 pour le Championnat danois.

##### Retour en prêt au Servette FC (2023)
Ne jouant pas beaucoup au Fulham FC, il se fait prêter, en février 2023, au Servette FC et fête donc son retour dans son club de ses débuts. Il est prêté jusqu'au terme de la saison,.
Le 14 février 2023, il est titulaire lors du match face à Winterthour,.

##### Prêt au FC Augsbourg (2023-2024)
Au mercato d'été 2023, il est prêté au FC Augsbourg jusqu’à la fin de la saison,.

#### FC Midtjylland (depuis 2024)
En août 2024, il s’engage jusqu’au 30 juin 2026 avec le club danois du FC Midtjylland, qui disputera la phase de ligue de l’Europa League.

### En sélection
Kevin Mbabu est régulièrement sélectionné dans les équipes nationales de jeunes suisses, des moins de 16 ans jusqu'aux moins de 20 ans.
Kevin Mbabu honore sa première sélection avec l'équipe nationale de Suisse le 8 septembre 2018, lors d'un match de Ligue des nations face à l'Islande. Il est titulaire ce jour-là, et son équipe s'impose largement par six buts à zéro. Le 18 novembre 2018, lors de sa troisième apparition sous le maillot helvète et toujours en Ligue des nations, la Suisse affronte la Belgique. Ce jour-là il se met en évidence en provoquant un penalty en faveur de son équipe, transformé par Ricardo Rodríguez, et en délivrant une passe décisive pour Haris Seferović. Il contribue ainsi à la victoire des siens (5-2).

## Statistiques
| Saison                | Club                  | Championnat           | Championnat | Championnat | Coupe nationale | Coupe nationale | Coupe de la Ligue | Coupe de la Ligue | Compétition(s) continentale(s) | Compétition(s) continentale(s) | Compétition(s) continentale(s) | Suisse | Suisse | Total | Total |
| Saison                | Club                  | Division              | M.          | B.          | M.              | B.              | M.                | B.                | Comp.                          | M.                             | B.                             | M.     | B.     | M.    | B.    |
| 2012-2013             | Servette FC           | Super League          | 1           | 0           | -               | -               | -                 | -                 | -                              | -                              | -                              | -      | -      | 1     | 0     |
| Sous-total            | Sous-total            | Sous-total            | 1           | 0           | 0               | 0               | 0                 | 0                 | -                              | 0                              | 0                              | 0      | 0      | 1     | 0     |
| 2015-2016             | Newcastle United      | Premier League        | 3           | 0           | 1               | 0               | 1                 | 0                 | -                              | -                              | -                              | -      | -      | 5     | 0     |
| Sous-total            | Sous-total            | Sous-total            | 3           | 0           | 1               | 0               | 1                 | 0                 | -                              | 0                              | 0                              | 0      | 0      | 5     | 0     |
| 2016-2017             | BSC Young Boys (prêt) | Super League          | 21          | 1           | 2               | 1               | -                 | -                 | C3                             | 1                              | 0                              | -      | -      | 24    | 2     |
| 2017-2018             | BSC Young Boys        | Super League          | 32          | 2           | 2               | 0               | -                 | -                 | C1+C3                          | 4+6                            | 0+0                            | -      | -      | 44    | 2     |
| 2018-2019             | BSC Young Boys        | Super League          | 24          | 0           | 2               | 0               | -                 | -                 | C1                             | 7                              | 1                              | 6      | 0      | 39    | 1     |
| Sous-total            | Sous-total            | Sous-total            | 77          | 3           | 6               | 1               | -                 | -                 | -                              | 18                             | 1                              | 6      | 0      | 107   | 5     |
| 2019-2020             | VfL Wolfsburg         | Bundesliga            | 20          | 3           | 2               | 0               | -                 | -                 | C3                             | 5                              | 0                              | 4      | 0      | 31    | 3     |
| 2020-2021             | VfL Wolfsburg         | Bundesliga            | 22          | 0           | 2               | 0               | -                 | -                 | C3                             | -                              | -                              | 6      | 0      | 30    | 0     |
| 2021-2022             | VfL Wolfsburg         | Bundesliga            | 24          | 0           | 1               | 0               | -                 | -                 | C1                             | 6                              | 0                              | 6      | 0      | 37    | 0     |
| Sous-total            | Sous-total            | Sous-total            | 66          | 3           | 5               | 0               | -                 | -                 | -                              | 11                             | 0                              | 16     | 0      | 98    | 3     |
| 2022-2023             | Fulham FC             | Premier League        | 6           | 0           | -               | -               | 1                 | 0                 | -                              | -                              | -                              | -      | -      | 7     | 0     |
| Sous-total            | Sous-total            | Sous-total            | 6           | 0           | 0               | 0               | 1                 | 0                 | -                              | 0                              | 0                              | 0      | 0      | 7     | 0     |
| 2022-2023             | Servette FC           | Super League          | 16          | 0           | 1               | 0               | -                 | -                 | -                              | -                              | -                              | -      | -      | 17    | 0     |
| Sous-total            | Sous-total            | Sous-total            | 16          | 0           | 1               | 0               | 0                 | 0                 | -                              | 0                              | 0                              | 0      | 0      | 17    | 0     |
| 2023-2024             | FC Augsbourg          | Bundesliga            | 20          | 0           | -               | -               | -                 | -                 | -                              | -                              | -                              | 1      | 0      | 21    | 0     |
| Sous-total            | Sous-total            | Sous-total            | 20          | 0           | 0               | 0               | 0                 | 0                 | -                              | 0                              | 0                              | 1      | 0      | 21    | 0     |
| Total sur la carrière | Total sur la carrière | Total sur la carrière | 189         | 6           | 13              | 1               | 1                 | 0                 | -                              | 29                             | 1                              | 23     | 0      | 255   | 8     |

## Palmarès
BSC Young Boys (2)
- Champion de Suisse en 2018 et 2019.